# Bastian Oczipka
Bastian Oczipka (Bergisch Gladbach, 12 januari 1989) is een Duits voetballer die doorgaans als linksachter speelt. Hij tekende in juli 2017 een contract tot medio 2020 bij FC Schalke 04, dat circa €4.000.000,- voor hem betaalde aan Eintracht Frankfurt.

## Clubcarrière
Oczipka speelde in de jeugd bij achtereenvolgens SV Blau-Weiß Hand, Bergisch Gladbach en Bayer Leverkusen. Die laatste verhuurde hem op 27 augustus 2008 voor achttien maanden aan Hansa Rostock en op 5 januari 2010 voor eenzelfde periode aan St. Pauli. Met beide ploegen speelde hij in de 2. Bundesliga. Oczipka debuteerde in het seizoen 2011-2012 in het eerste van Leverkusen, in de Bundesliga.
Oczipka tekende op 5 juni 2012 een driejarig contract bij Eintracht Frankfurt, dat €500.000,- voor hem betaalde aan Leverkusen.

## Interlandcarrière
Oczipka kwam tweemaal uit voor Duitsland –19. Hij speelde vijf interlands in Duitsland –20.